# Aurelian Springs (Carolina del Norte)
Aurelian Springs es una  área no incorporada ubicada del condado de Halifax  en el estado estadounidense de Carolina del Norte. 